# بنجامين إتش. ويلسون
بنجامين إتش. ويلسون هو سياسي أمريكي، ولد في 25 يناير 1925 في ماونت كارمل في الولايات المتحدة، وتوفي في 6 مارس 1988. نشط حزبياً في الحزب الجمهوري. وقد انتخب عضو مجلس نواب بنسيلفانيا ‏.